# Anatoli Lobotski
Anatoli Anatolievitch Lobotski (russe : Анато́лий Анато́льевич Лобо́цкий) est un acteur soviétique puis russe de cinéma et de théâtre né le 14 janvier 1959 à Tambov.

## Biographie
Anatoli Lobotski est né le 14 janvier 1959 à Tambov dans une famille de fonctionnaires (son père est journaliste et sa mère bibliothécaire). Ayant des dispositions particulières pour les sciences dures et le sport, Anatoli ne se destinait pas à une carrière d'acteur, mais choisit d'étudier la mise en scène à l'Académie russe des arts du théâtre pour échapper à l'armée. Ce n'est qu'à la fin de ses études qu'il réalise qu'il souhaite exercer le métier d'acteur.
En 1979, Anatoli sort diplômé de la faculté de mise en scène de l'antenne de Tambov de l'Université d'État de Moscou de l'art et de la culture. Il étudie entre 1980 et 1985 à l'Académie russe des arts du théâtre dans la classe de l'artiste du peuple de l'URSS Andreï Gontcharov. Anatoli se produit ensuite au Théâtre Maïakovski dont il devient l'acteur principal.
En 2000, Anatoli Lobotski interprète le rôle principal du film de Vladimir Menchov La jalousie des dieux, pour lequel il obtient le prix du festival de cinéma Vivat kino Rossii (Saint-Pétersbourg).

## Vie privée
Anatoli Lobotski a été marié cinq fois. Son épouse actuelle est Ioulia Routberg.

## Prix et distinctions
Anatoli Lobotski est artiste émérite de la fédération de Russie (1998) et artiste du peuple de la fédération de Russie (2013).

## Carrière

### Théâtre
- Igraem Stridberg bliouz
- Dva dnia iz jizni bybshego kapitana
- I svet vo t'me svetit
- Kukolnyi dom
- Tchouma na oba vachi doma!
- Ivan-tsarevitch
- Zavtra byla voina
- Opasnyi povorot
- Vach vykhod, Madam, ili Intrigi Glamoura
- La Mouette : Grigorine
- 2012 : Gospodine Pountila i ego sluga Matti : Matti
- 2013 : Kant : Martin Liampe, serviteur de Kant

### Cinéma
- 1988 : Obiektivnye obstoïatel'stva : Andreï
- 1990 : Dva dnia iz jizni byvshego kapitana : Pavel Goloubev, inculpé
- 1992 : Melotchi jizni : Roman Boukreïev
- 1994 : Kukol'nyi dom
- 2000 : Zavist' bogov : André
- 2000 : Tikhie omuty : Alexeï
- 2001 : Dal'noboischschiki : le leader des "verts"
- 2001 : Liudi i teni : Sokoline
- 2001 - 2004 : Na ouglou, ou Patriarshikh : le colonel Anatoli Vassilievitch Odintsov
- 2001 : Naslednitsy : Ioura, le mari de Lera
- 2001 : Rostov-papa : Andreï Andreïevitch
- 2003 : Drugaïa jenschschina, drugoï muschschina : Andreï
- 2003 : Syschschik bez litsenzii : Rouslan Dronov
- 2004 : Kriostnyi syn : Roman
- 2004 : Ne v den'gakh schschast'ie
- 2004 : Tol'ko ty : Krassovski
- 2005 : Naslednitsy 2 : Ioura, le mari de Lera
- 2006 : Voltchitsa : Pietro
- 2006 : Iz plamia i sveta : Iouri Petrovitch
- 2006 : Ne bylo by schschastia : Victor
- 2006 : Pod bol'shoï medveditsei
- 2006 : Syschschiki 5 : Krylov
- 2007 : Vorojeïa : Dmitri
- 2007 : Groustnaïa dama tcherveï : Oleg Troïtski
- 2007 : Zdrastvouïte Vam! : Oleg
- 2007 : Litchnaïa jizn' doktora Selivanovoï : Alexandre Nikolaïevitch Gortchakov
- 2007 : Psikhopatka : Vladimir Kotchevnikov
- 2007 : Tretii lischnii : le psychiatre
- 2008 : Dolgojdannaïa lioubov' : Victor Nikolaïevitch
- 2008 : Kanikuly lioubvi : Sergueï
- 2008 : Krylia angela : Vadim Sergueïevitch
- 2008 : Doroga, veduschschaïa k schschast'iou : Victor Andreïevitch
- 2008 : Kanikouly lioubvi : Sergueï
- 2008 : Neproschschonnye : Tolik
- 2009 : Admiral' : le comte Alexeï Fiodorovitch Tchelychev
- 2009 : Katia : Ivan Alexandrovitch Gordeïev
- 2009 : Tango s angelom : Mikhaïl Vernitski
- 2010 : Bolchoï val's
- 2010 : Gadanie pri svetchakh : Alexeï Chemetov
- 2010 : Pop : le colonel Freihausen
- 2010 : Sorok treti nomer : Toumanov, chef du KGB
- 2010 : Terapia liouboviou : Jénia
- 2011 : Pontchik Liousia : Ivan Batourine (Vlassov)
- 2012 : MOUR. Treti Front : Nikolaï Sidorovitch Sorokva
- 2012 : Molodojony : Leonid
- 2012 : Podari mne voskresenie : Oleg Sergueïevitch Zabeline, père d'Olia
- 2013 : Molodiojka : Stanislav, père d'Alexandre Kostrov
- 2015 : Svoïa Tchoujaïa : le colonel de police Nicolaï Nikolaïevitch Selezniov
- 2016 : Sledovatel' Tikhonov : Oleg Stavitski, médecin
- 2016 : Mata Hari (série télévisée) : Monsieur Malier